# Ste24 endopeptidaza
Ste24 endopeptidaza (EC 3.4.24.84, Ste24 endopeptidase) je enzim. Ovaj enzim katalizuje sledeću hemijsku reakciju
Hidrolizovana peptidna veza se može označiti sa -C-aaX, gde C označava S-izoprenilisani cisteinski ostatak, a je obično alifatični i X je C-terminalni ostatak supstratnog proteina, i može da bude jedna od nekoliko aminokiselina
Ovaj enzim pripada peptidaznoj familiji M48.

## Literatura
- Nicholas C. Price; Lewis Stevens (1999). Fundamentals of Enzymology: The Cell and Molecular Biology of Catalytic Proteins (Third изд.). USA: Oxford University Press. ISBN 019850229X.
- Eric J. Toone (2006). Advances in Enzymology and Related Areas of Molecular Biology, Protein Evolution (Volume 75 изд.). Wiley-Interscience. ISBN 0471205036.
- Branden C; Tooze J. Introduction to Protein Structure. New York, NY: Garland Publishing. ISBN 0-8153-2305-0.
- Irwin H. Segel. Enzyme Kinetics: Behavior and Analysis of Rapid Equilibrium and Steady-State Enzyme Systems (Book 44 изд.). Wiley Classics Library. ISBN 0471303097.
- William P. Jencks (1987). Catalysis in Chemistry and Enzymology. Dover Publications. ISBN 0486654605.

## Spoljašnje veze
- Ste24+endopeptidase на 